# Taszky
Taszky (ukr. Ташки) – wieś na Ukrainie, w obwodzie chmielnickim, w rejonie szepetowskim. W 2001 liczyła 231 mieszkańców, spośród których 216 wskazało jako ojczysty język ukraiński, 14 rosyjski, a 1 białoruski.